# Flawless Sabrina
Flawless Sabrina (Filadelfia, 10 de septiembre de 1939-Nueva York, 18 de noviembre de 2017), también conocida como Mother Flawless Sabrina, fue una activista LGBT, drag queen, performer y actriz estadounidense. Sabrina fue reconocida como una pionera para las personas trans y las drag queens. Vivió cerca de Central Park desde los años 1960 hasta su fallecimiento.

## Primeros años
Nació con el nombre de Jack Doroshow en el sur de Filadelfia, en el seno de una familia de raíces judías e italianas. Durante los años 1960 en Nueva York, Sabrina se convirtió en una figura pionera dentro de la comunidad trans y gay. Ganó popularidad por organizar concursos de belleza drag en todo el país, como The Nationals, Miss Philadelphia o Miss Nationals, a través su compañía Sabrina Enterprises.

## Carrera
El documental The Queen retrata el concurso Miss All-America Camp Beauty de 1967 en Nueva York, donde Sabrina ejerció como maestra de ceremonias. La película fue seleccionada para proyectarse en la Semana de la Crítica del Festival Internacional de Cine de Cannes en 1968, aunque el evento se vio interrumpido por las protestas estudiantiles de mayo. Ese mismo año, Sabrina fue arrestada tres veces en Times Square mientras promocionaba el filme.
Durante el rodaje, Sabrina adoptó el apodo de «Mother» para que los concursantes supieran que ella no competía. Lo que empezó como una broma, terminó siendo un título personal. El éxito de The Queen la llevó a aparecer en numerosos programas de televisión y entrevistas. Estas apariciones incomodaron tanto al público conservador como a parte de la comunidad gay. De hecho, un afiche suyo en The Queen aparece brevemente en el filme Pink Flamingos (1972) de John Waters.
A pesar de mostrarse segura en televisión, Sabrina «siempre mantuvo un halo de misterio», como afirma Thom Nickels en su libro Gay and Lesbian in Philadelphia. Aunque no frecuentaba mucho el ambiente nocturno, organizaba grandes fiestas en mansiones.
En 2008 actuó en la obra Notorious Beauty en Nueva York. También interpretó una aparición fantasmal en Dorian (2009), una producción cinematográfica de Michelle Handelman, y participó en Irma Vep, The Last Breath (2014), inspirada en la actriz francesa Musidora.

## Fallecimiento y legado
Sabrina falleció el 18 de noviembre de 2017, a los 78 años. Fue mentora de Ceyenne Doroshow, hoy escritora y activista por la juventud sin hogar. Se conocieron en un club de Manhattan, y Sabrina la ayudó cuando era una adolescente sin hogar.
En 2014, un proyecto en el sitio web de micromecenazgo Kickstarter recaudó 20 000 dólares para crear el Flawless Sabrina Archive, un archivo de su trabajo. La iniciativa, impulsada por Zackary Drucker y Diana Tourjee, dos de sus discípulas, también ayudó a evitar su desalojo tras la muerte del propietario de su edificio. Gracias a esos fondos, se pudieron guardar y conservar sus pertenencias.
En 2021, la serie American Masters de la cadena pública PBS lanzó un cortometraje documental de seis minutos titulado Flawless Sabrina: Queer Icon and Star of The Queen, narrado por la actriz y cantante trans Peppermint.

## Filmografía
| Año  | Título                       | Rol       | Ref.   |
| ---- | ---------------------------- | --------- | ------ |
| 2015 | Gazelle: The Love Issue      | Actriz    | [ 16 ] |
| 2014 | Irma Vep, The Last Breath    | Actriz    | [ 12 ] |
| 2013 | Saint Bernard                | Actriz    | [ 17 ] |
| 2014 | She Gone Rogue               | Actriz    | [ 18 ] |
| 2011 | At least you know: you exist | Actriz    | [ 19 ] |
| 2009 | Dorian                       | Actriz    | [ 11 ] |
| 1971 | The Anderson Tapes           | Actriz    | [ 20 ] |
| 1968 | The Queen                    | Narradora | [ 20 ] |